# Florin
Florin (in italiano: fiorino) è il nome inglese dato alla moneta da 2 scellini, fu introdotta nella monetazione britannica a partire dal 1849.

## Storia

### Vittoria
Nel 1847 il Parlamento britannico esaminò una mozione per l'introduzione di una monetazione decimale e per far emettere monete da un decimo ed un centesimo di sterlina.
Si decise di introdurre solo la moneta da un decimo di sterlina per verificare la risposta dell'opinione pubblica. Ci fu un ampio dibattito nella scelta del nome prima che fosse scelto il termine di florin.
Le prime monete furono battute nel 1849 in argento con un peso di 11.3 g ed un diametro di 28 millimetri. Al dritto l'immagine della regina con la corona. Per la prima volta dopo 200 anni un monarca inglese veniva rappresentato su una moneta con la corona; inoltre mancava la tradizionale sigla D:G: (Dei Gratia, per grazia di Dio).  Al rovescio una croce formata da quattro scudi con una rosa al centro. La legenda al rovescio recitava: ONE FLORIN ONE TENTH OF A POUND. A causa della mancanza dell'indicazione Dei Gratia questa moneta fu popolarmente chiamata Godless Florin (il fiorino senza Dio).
Nel 1851 il diametro fu portato a 30 millimetri, mentre la scritta, in caratteri gotici, recitava ora victoria d:g: britt:reg:f:d:mdcccli a dritto e one florin one tenth of a pound al rovescio. Il fiorino gotico fu battuto fino al 1887.
Nel 1887, per commemorare il giubileo d'oro della regina Vittoria, fu usato un nuovo ritratto della regina, detto "Jubilee Head", e al rovescio furono eliminati gli ornamenti e sostituiti da quattro stemmi posti in croce, separati da quattro scettri, con al centro la stella dell'ordine della giarrettiera. Il diametro fu ridotto a 29,5 millimetri. Tutte le legende erano in caratteri latini e numeri arabi. La legenda al dritto è VICTORIA DEI GRATIA, mentre al rovescio recita FID DEF BRITT REG data, senza indicazione del valore. Le emissioni con la Jubilee Head furono coniate ogni anno dal 1887 al 1892.
Nel 1893, venne introdotto un nuovo dritto, denominato "Old Head", che mostra il capo velato della regina con la legenda VICTORIA DEI GRA BRITT REGINA FID DEF IND IMP, e un rovescio completamente nuovo con i tre stemmi separati da una rosa, un trifoglio e un cardo – simboli di Inghilterra, Irlanda e Scozia – e sormontati dalla corona dell'Ordine della giarrettiera e la legenda ONE FLORIN TWO SHILLINGS. Il diametro venne ridotto nuovamente, a 28,5 millimetri. Venne coniato ogni anno tra il 1893 e il 1901.

### Da Edoardo VII a Edoardo VIII
Dopo la prima guerra mondiale, mentre il peso ed il diametro rimanevano immutati, la composizione cambiò, nel 1920 da 0,925 di argento ad una lega composta per il 50% da argento, 40% rame, 10% nickel, e poi nel 1922 a 50% d'argento, e 50% di rame, e nel 1927 a 50% argento, 40% rame, 5% nickel, 5% zinco.

Dopo la fine del regno di Giorgio V la parola "florin" non apparve più sulle monete britanniche. Esiste un modello di fiorino per il re Edoardo VIII, che doveva ricevere l'approvazione nel periodo in cui poi il re abdicò. Il dritto reca l'immagine del re a sinistra e la legenda EDWARDVS VIII D G BR OMN REX, mentre il rovescio mostra una rosa coronata fiancheggiata da un cardo e da un trifoglio. Sotto al cardo la lettera E e sotto al trifoglio la lettera R e la legenda FID DEF IND IMP TWO SHILLINGS 1937.

### Giorgio VI ed Elisabetta II
Dal 1947 non fu più usato l'argento ma una lega fatta per il 75% da rame e per il 25% da nickel.

Seguendo il piano di decimalizzazione della valuta (120 anni dopo che questa denominazione era stata introdotta nel primo progetto di decimalizzazione) dal 1968 la moneta fu sostituita da una di uguali dimensioni con la nuova indicazione di moneta da 10 New pence. Di conseguenza i florin (in genere coniati dal 1947 o successivamente) rimasero in circolazione fino a che la nuova moneta da dieci nuovi pence non fu ridotta nelle dimensioni nel 1992 e le monete non furono finalmente demonetizzate nel 1993.